# Rossau (Saxônia)
Rossau é um município da Alemanha, situado no distrito de  Mittelsachsen, no estado da Saxônia. Tem 53,29 km² de área, e sua população em 2019 foi estimada em 3.502 habitantes.